# 엘 카미노 칼리지
엘 카미노 칼리지(영어: El Camino College)는 미국 캘리포니아주 로스앤젤레스군 앨런드라파크에 있는 2년제 공립 커뮤니티 칼리지이다.
엘 카미노 칼리지 학군은 1947년 7월 1일에 세워졌다. 오늘날 다양한 배경을 가진 약 2만 3천여 명의 학생들이 엘 카미노 칼리지에서 다양한 학부 교육 및 직업교육, 원격 교육을 받고 있다.

## 학생 인종 분포
| 인종             | 비율 (2012년~2013년) |
| ---------------- | -------------------- |
| 라틴계           | 44.7%                |
| 흑인             | 17.0%                |
| 아시아인         | 16.1%                |
| 백인             | 15.6%                |
| 다인종           | 3.8%                 |
| 기타             | 2.0%                 |
| 태평양 제도 주민 | 0.6%                 |
| 미국 원주민      | 0.2%                 |

총 학생 수: 23,409

## 학내 언론

### KECC 라디오 방송국
KECC 라디오 방송국은 1994년 4월 27일에 4시간동안 실험 방송을 송출했고, 11월 11일부터 정규 방송을 송출하기로 했다. 1995년 1월 학내에 폭우가 쏟아져 학내 경찰 라디오 방송망이 물에 잠기자 고지대에 있어 피해를 면한 KECC 라디오 방송국은 비상 운영 체제에 들어갔고, 경찰 측의 라디오 중계국으로 운영했다.

### 더 유니언
학내 신문사인 더 유니언(The Union)은 원래 이름이 더 워후프(The Warwhoop)였으나 미국의 원주민에 대해 더 정치적으로 올발라야 한다는 의견으로 오늘날의 이름으로 바꾸었다.

## 대중문화에서
엘 카미노 칼리지는 적어도 1970년대부터 영화 촬영장으로 쓰였다. 촬영장으로 쓰인 영화 가운데에는 《열두명의 웬수들》, 《이탈리안 잡》, 《다크 나이트 라이즈》 등이 있다.